# USA:s folkräkning 1890
USA:s folkräkning 1890 (engelska: 1800 United States census) var den elfte folkräkningen i USA:s historia. Folkräkningen registrerade ett invånarantal på 69 979 766, vilket motsvarade en ökning på 25,5 procent sedan folkräkningen 1880.
Större delen av folkräkningsmaterialet förstördes i en brand 1921. Vid folkräkningen fastställdes att ursprungsbefolkningen i USA sedan 1850 minskat från 400 764 till 248 253.

## Metod

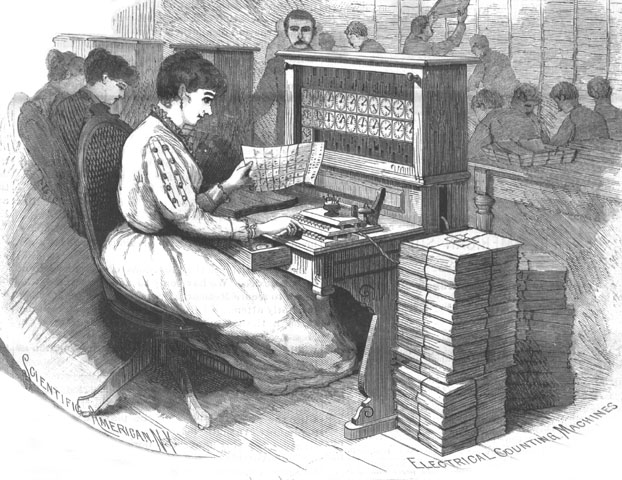
En kvinna sittandes vid en Hollerith-tabulator som användes 1890 års folkräkning.

1890 års folkräkning var den första som genomfördes med teknisk utrustning som uppfanns av Herman Hollerith. Han kom på idén att stansa hål i registreringskorten i stället för att sätta ut kryss. Befolkningsformuläret och dess uppgifter matades in i ett maskinläsbart medium, där uppgifterna tabellerades. De tabellerade uppgifterna gjorde att arbetet med att fastställa USA:s folkräkning 1890 minskade från åtta till sex år.